# Bottovo
Bottovo je malá obec na Slovensku v okrese Rimavská Sobota v Banskobystrickém kraji. V roce 2019 zde žilo 195 obyvatel.

## Název
Obec nese jméno po slovenském spisovateli a prvorepublikovém politikovi Ivanu Kraskovi (vlastním jménem Ján Botto), který má v obci pomník.

## Historie
Obec Bottovo byla založena až v období první Československé republiky. Nová obec byla založena na pozemcích, které předtím vlastnil šlechtický rod Koburků, a osídlena Slováky z Oravy a Liptova a také českými kolonisty z Českomoravské vrchoviny. Obec oficiálně vznikla roku 1926 na bývalém katastru obcí Dubovec, Cakov a Rimavská Seč.
Po první vídeňské arbitráži roku 1938, kdy byla obec odstoupena Maďarsku, museli kolonisté vesnici, která příslušela k Dubovci, opustit. Po skončení druhé světové války se část původních obyvatel navrátila, roku 1951 Bottovo získalo zpět obecní samosprávu. V roce 1962 vznikla za vsí stejnojmenná malá přehradní nádrž na Belínském potoce. Do dnešní doby je ve vesnici zemědělství důležitým odvětvím.

## Geografie
Obec se nachází v  jižní části regionu Gemer v Rimavské kotlině, která je součástí rozsáhlejšího celku Jihoslovenské kotliny, na Belínském potoce, přítoku Rimavy. Katastrem obce protéká také Tulčovský potok. Centrum vsi leží v nadmořské výšce 210 m n. m. a je vzdáleno 15 kilometrů jihovýchodně od Rimavské Soboty.

## Obyvatelstvo
Podle sčítání lidu roku 2011 v obci Bottovo žilo 204 obyvatel, z toho se 181 hlásilo ke slovenské, deset k maďarské, osm k české a tři k moravské národnosti. Dva lidé neuvedli svou národnost. K římskokatolickému křesťanství se přihlásilo 116 obyvatel, 16 k evangelické církvi a po jednom obyvateli k bahaismu a reformované církvi, pět lidí se hlásilo k jinému vyznání. 63 obyvatel bylo bez vyznání a sedm svou víru neuvedlo.